# Szeráf (keresztnév)
A Szeráf  a héber eredetű latin Seraphinus név német rövidüléséből ered, a jelentése tündöklő, égi (vagy nemes) Női párja: Szerafina

## Gyakorisága
Az 1990-es években szórványos név, a 2000-es években nem szerepel a 100 leggyakoribb férfinév között.

## Névnapok
- október 2.[2]